# Struktura dramatyczna
Struktura dramatyczna – kompozycja utworu literackiego, scenicznego lub filmowego. Badaniem struktury dramatycznej dzieła zajmował się już Arystoteles w dziele Poetyka (c. 335 BC). Ten artykuł opiera się głównie na analizie Gustava Freytaga dotyczącej sztuk starożytnej Grecji, oraz twórczości Szekspira.

## Historia
W swej Poetyce Grecki filozof Arystoteles przedstawił definicję: "Ὅλον δέ ἐστιν τὸ ἔχον ἀρχὴν καὶ μέσον καὶ τελευτήν Hólon dé estin tò échon archḕn kaì méson kaì teleutḗn" (1450b27) ("Całością jest to, co posiada początek, środek i koniec"(1450b27)). Ten trzy-członowy podział struktury fabuły (z początkiem, środkiem, oraz zakończeniem, czyli z: protasis, epitasis i katastrofa) przetrwał do czasu, kiedy rzymski poeta i krytyk Horacy przedstawił teorię struktury 5 aktowej w swym dziele Ars Poetica: "Neue minor neu sit quinto productior actu fabula" (linie 189-190) ("sztuka nie powinna być, ani krótsza, ani dłuższa niż 5 aktów").
Teoria 5 aktów popadła w zapomnienie, dopiero renesansowi dramatopisarze przywrócili ją do życia. W 1863, gdy dramatopisarze tacy jak Henrik Ibsen zaczęli odchodzić od schematu 5 aktów na rzecz eksperymentowania z 3, oraz 4 aktowymi sztukami, niemiecki dramatopisarz Gustav Freytag napisał Die Technik des Dramas – przełomową pracę na temat 5 aktowej struktury, w której przedstawił to co później zostało nazwane piramidą Freytaga. W Piramidzie Freytaga na fabułę opowieści składa się pięć części: ekspozycja, rozwój akcji, punkt kulminacyjny, rozwiązanie akcji, oraz szczęśliwe zakończenie/katastrofa.

## Analiza Freytaga
Według Freytaga, dramat podzielony jest na 5 części, czy aktów, które przez niektórych nazywane są dramatic arc: ekspozycją, rozwojem akcji, punktem kulminacyjnym, rozwiązaniem, oraz finałem.
Chociaż analiza Freytaga bazuje na pięcioaktowych sztukach, może być również zastosowana (czasami po wprowadzeniu modyfikacji) w opowiadaniach czy powieściach. Mimo wszystko piramida nie zawsze znajduje zastosowanie, zwłaszcza w przypadku współczesnych sztuk, takich jak "Wożąc Panią Daisy " Alfreda Uhrya, która składa się z 25 scen, bez konkretnych aktów.

### Ekspozycja lub Wprowadzenie
Ekspozycja zawiera podstawowe informacje potrzebne do właściwego zrozumienia opowieści, takie jak problem pojawiający się na początku opowieści, postacie oraz sceneria. Streszcza również tematykę.

### Rozwój akcji
Podczas rozwoju akcji, podstawowy konflikt wewnętrzny jest komplikowany, poprzez wprowadzenie dodatkowych pobocznych konfliktów, w tym różnych przeszkód, które stają na drodze bohatera, próbującego osiągnąć swój cel. Na poboczne konflikty mogą składać się adwersarze o mniejszym znaczeniu niż główny antagonista opowieści, mogą oni współpracować z antagonistą, współpracować między sobą, bądź też pracować dla siebie, bądź też z nieznanych powodów, oraz sam konflikt.

### Punkt kulminacyjny
Trzecim aktem jest punkt kulminacyjny lub punkt zwrotny, w którym w sprawach protagonisty zachodzi zmiana, na lepsze lub gorsze. Jeśli opowieść jest komedią, to wszystko do tej pory protagoniście szło źle, a teraz wiatr, by tak rzec, zawieje z innej strony, w wyniku tego wszystko zacznie się mu dobrze układać. Jeśli historia jest tragedią, stanie się na odwrót, wszystko co do tej pory szło dobrze zacznie się sypać. Najprościej mówiąc jest to główna, bądź też najbardziej dramatyczna część opowieści.

### Rozwiązanie akcji
Podczas rozwiązania akcji konflikt pomiędzy protagonistą i antagonistą rozwiązuje się – protagonista wygrywa lub przegrywa z antagonistą. Rozwiązanie akcji może zawierać ostateczny moment zawieszenia (suspensu, niepewności), podczas którego nie ma pewności co do ostatecznego wyniku konfliktu.

### Dénouement, szczęśliwe zakończenie lub katastrofa
Dénouement obejmuje wydarzenia pomiędzy rozwiązaniem akcji a rzeczywistym zakończeniem dramatu lub narracji, dlatego też służy jako konkluzja historii. Konflikty zostają rozwiązane, dla bohaterów wszystko wraca do normalności. Dénouement daje poczucie katharsis, bądź też rozładowuje napięcie i niepokój, w jakim znajdował się czytelnik. Etymologicznie, francuskie słowo dénouement pochodzi od staro-Francuskiego słowa desnouer, oznaczającego "rozwiązać", które z kolei wywodzi się od słowa nodus, po łacinie "węzeł". Podsumowując, dénouement jest to rozwikłanie czy rozwiązanie zawiłości fabuły.
Komedia kończy się owym dénouement (konkluzją), w którym głównemu protagoniście wiedzie się lepiej niż na początku narracji. Tragedia kończy się katastrofą, w której protagoniście powodzi się gorzej niż na początku opowieści. Przykładem komicznego dénouement jest ostatnia scena w komedii Szekspira "Jak wam się podoba", w którym pary się pobierają, złoczyńca okazuje skruchę, dwie skrywające swą tożsamość postacie ujawniają się, a władca jest przywrócony do władzy. W tragediach Szekspira, dénouement stanowi zazwyczaj śmierć jednej lub więcej postaci.
Bardziej współczesne prace nie zawierają dénouement ze względu na szybkie lub zaskakujące zakończenia.

## Krytyka
Analiza Freytaga nie była przeznaczona do zastosowania we współczesnym dramacie, lecz raczej w dramacie antycznej Grecji i Szekspira.
Specyfika ekspozycji jest krytykowana przez Lajosa Egri w jego The Art of Dramatic Writing gdzie twierdzi, że: "ekspozycja jest częścią całej sztuki, a nie tylko zabiegiem wykorzystywany na początku, a potem odrzucany." Według Egri'a, postaci ujawniają kim są poprzez swoje działania, a ekspozycja powinna przyjść w sposób naturalny. dlatego też, sztuka powinna rozpocząć się początkowym konfliktem.
Współczesne dramaty coraz częściej wykorzystują upadek do zwiększenia względnej wysokość punktu kulminacyjnego oraz efektu dramatyzmu (melodramat). Protagonista sięga szczytu, ale upada i ulega wątpliwościom, obawom oraz ograniczeniom. Można stwierdzić, że negatywny punkt kulminacyjny następuje, gdy protagonista doznaje objawienia oraz staje przed swymi największymi lękami lub traci coś ważnego. Strata ta daje bohaterowi odwagę do stawienia czoła kolejnej przeszkodzie. Takiego rodzaju konfrontacja staje się klasycznym punktem kulminacyjnym.